# Pseudoplesiops typus
Pseudoplesiops typus, thường được gọi là cá đạm bì đảo Rose, là một loài cá biển thuộc chi Pseudoplesiops trong họ Cá đạm bì. Loài này được mô tả lần đầu tiên vào năm 1858.

## Phân bố và môi trường sống
P. typus phân bố rộng khắp phía tây Thái Bình Dương và phía đông Ấn Độ Dương, từ Indonesia, Malaysia, Philippines, Palau, Papua New Guinea và Quần đảo Solomon đến Úc, biển San Hô và Micronesia. P. typus thường sống xung quanh các rạn san hô trong các đầm phá ở độ sâu khoảng 6 – 65 m, nhưng phổ biến ở độ sâu 20 – 30 m trở lại.

## Mô tả
P. typus trưởng thành dài khoảng 4 – 5 cm. Toàn thân của P. typus có màu vàng tươi, có thể chuyển sang màu đỏ. Vây lưng và vây hậu môn có viền trắng hoặc xanh lam. Vòng mắt màu đen. P. typus khá nhát và hiếm khi được nhìn thấy.
Số ngạnh ở vây lưng: 2; Số vây tia mềm ở vây lưng: 24 - 26; Số ngạnh ở vây hậu môn: 2 - 3; Số vây tia mềm ở vây hậu môn: 14 - 16; Số vây tia mềm ở vây ngực: 16 - 18; Số ngạnh ở vây bụng: 1; Số vây tia mềm ở vây bụng: 4.
Thức ăn của P. typus là những động vật không xương sống nhỏ. Loài này không được đánh bắt trong ngành thương mại cá cảnh.